# L'últim salt (pel·lícula catalana)
L'últim salt és una pel·lícula catalana del 2022 escrita i dirigida per Nando Caballero i protagonitzada per Anna Marín i Anna Capacés.

## Argument
La Jana és una fotògrafa que decideix abandonar la seva feina i la seva ciutat després de la tràgica mort del seu company. Abans de marxar ha de fer un últim reportatge on coneixerà l’Arlet i l’Estel, dues pintores que impulsaran la seva vida cap a un destí molt diferent del que mai hauria imaginat.

## Repartiment
- Anna Marín com Jana
- Anna Capacés com Estel
- Frank Capdet com Lluís
- Alba Rubió com Arlet
- Antonio Juárez com Roger
- Lola Rascón com Ainara
- Yolanda Molina com Carla
- Mercè Puy com Mercè

## Producció
La pel·lícula va ser rodada íntegrament a la ciutat de Sabadell a l'estiu de 2021 i produïda per les productores vallesanes La Produktiva Films (Sabadell) i Plans Films (Caldes de Montbui).

## Festivals
- 45 Festival Internacional de Cinema Independent d’Elx[3]
- 18 Festival Internacional de Cine LesBiGayTrans[4]